# Peter Hobson
Robert Peter Hobson (* 23. November 1949) ist ein Psychiater. Er ist Professor für Psychopathologie am University College London. Er ist bekannt für seine Arbeiten über Autismus und Entwicklungspsychologie. Seine Forschungen führten ihn zu neuen Schlussfolgerungen hinsichtlich des Ursprungs des Bewusstseins.

## Leistung
Kern seiner Arbeit ist, dass der menschliche Verstand das Resultat einer erfolgreichen Reihe von Interaktionen zwischen Kind und Bezugsperson ist. Hobsons Forschung fußt auf Grundlagen, die von Colwyn Trevarthen ab Mitte der 1970er Jahre erstellt wurden. Trevarthen identifizierte eindeutige Schritte in der vor-sprachlichen Säuglingsentwicklung, die sogenannte primäre und sekundäre Intersubjektivität. Diese statten den sich entwickelnden Verstand des Kindes mit einer Architektur aus, die zum Erreichen des symbolischen Denkens notwendig ist. 
Hobson belegte seine Schlussfolgerungen, indem er Fälle überprüfte, bei denen Kindern keine Möglichkeit der intersubjektive Beziehungen hatten, sei es aus  genetischen oder umweltrelevanten Gründen. Hobson erzielte die Erkenntnisse ohne ethisch bedenkliche Experimente. Er untersuchte Kinder mit Autismus, Down-Syndrom, angeborene Blindheit und extremer sozialer Deprivation. Für letzteres verwendete er statistisch relevante Zahlen von Kindern, die aus Nicolae Ceaușescus rumänischen Waisenhäusern gerettet wurden. Alle Hemmnisse, die einer normalen Interaktion zwischen Kind und Bezugsperson im Wege stehen, wurden genau überprüft.
Hobsons Argumente fordern Soziobiologie und evolutionäre Psychologie heraus, indem er das Konzept des menschlichen Verstandes zurück zu einer Aufnahmevorrichtung für soziale Interaktionen führt, ohne das Bewusstsein im menschlichen Sinne unmöglich wäre. Andererseits zeigt Hobson, dass eine feste emotionale Bindung für ein Kind und den Prozess des intersubjektiven Lernens entscheidend ist. Die Erfahrung, dass Emotionen durch andere und in anderen Menschen ausgelöst werden können wurde als das Material identifiziert, aus denen der Sinn für das Selbst, den Anderen, Objekt und Symbole hergestellt werden. 
Die Thesen sind von wachsendem Interesse für die Philosophie des Geistes und verwandter Disziplinen. Edward Skidelsky weist darauf hin, dass Hobson fatalerweise die Tatsache übersieht, dass auch Autisten sprechen lernen. Andere verstehen Hobson als Anklage der Eltern autistischer Kinder, was er jedoch ausdrücklich zurückgewiesen hat.

## Schriften
- Robert Peter Hobson: Wie wir denken lernen : Gehirnentwicklung und die Rolle der Gefühle. Verlag Walter, Düsseldorf 2003, ISBN 3530421685